# 名古屋共立病院
名古屋共立病院（なごやきょうりつびょういん、英: Nagoya Kyoritsu Hospital）は、愛知県名古屋市中川区にある病院。医療法人偕行会が開設、運営する。名古屋市の二次救急を担当する救急指定病院である。

## 診療科目等
- 内科
- 循環器内科
- 消化器内科
- 腎臓内科
- 脳神経内科
- 糖尿病内科
- 皮膚科
- 膠原病・リウマチ科
- 脳神経外科
- 脳卒中科
- 心臓血管外科
- 消化器外科
- 整形外科
- 放射線科
- 病理診断科
- 麻酔科

## 指定病院
- 第二次救急医療機関
- 保険医療機関
- 労災保険指定医療機関
- 指定自立支援医療機関（更生医療）
- 指定自立支援医療機関（育成医療）
- 指定自立支援医療機関（精神通院医療）
- 身体障害者福祉法指定医の配置されている医療機関
- 生活保護法指定医療機関
- 結核指定医療機関
- 戦傷病者特別援護法指定医療機関
- 原子爆弾被害者一般疾病医療取扱医療機関
- 公害医療機関
- 特定疾患治療研究事業委託医療機関
- DPC対象病院
- 小児慢性特定疾患治療研究事業委託医療機関